# Скатник, Ленни
Мартин Леонард «Ленни» Скатник III (англ. Martin Leonard "Lenny" Skutnik III, родился в 1953 году в Миссисипи) — американский госслужащий, сотрудник Управления Конгресса США по бюджету, который 13 января 1982 года спас пассажирку разбившегося рейса 90 Air Florida Присциллу Тирадо (англ. Priscilla Tirado), вытащив её из замёрзшей реки Потомак.

## Спасение пассажирки
В Управление Конгресса США по бюджету Скатник пришёл в 1980 году из Администрации социального обеспечения. Занимался преимущественно рассылкой сообщений, вопросами печати и предоставлении IT-поддержки сотрудникам Управления.
13 января 1982 года Скатник возвращался с работы в Вашингтоне домой, когда в 16:00 по местному времени самолёт Boeing 737 авиакомпании Air Florida, вылетевший рейсом во Флориду, резко потерял управление и врезался в мост на 14-й улице, упав в воду. Жертвами авиакатастрофы стали 78 человек (74 человек на борту и 4 на мосту). Авиакатастрофу пережили шестеро человек, один из которых вскоре утонул. Скатник наблюдал за спасательной операцией, когда спасатели пытались поднять из воды пассажирку Присциллу Тирадо (англ. Priscilla Tirado), однако она была ранена и не могла схватиться за канат, брошенный спасателями. Скатник на свой страх и риск бросился в воду и вытащил Тирадо на берег.

## Приём в Конгрессе
Американская общественность высоко оценила героический поступок Скатника: президент США Рональд Рейган пригласил его на свою речь «О положении страны», которую он зачитал 26 января 1982 года. Скатник сидел перед первой леди США Нэнси Рейган. В частности, президент упомянул Скатника в своей речи как пример проявления героизма:

Всего две недели назад, в разгар ужасной трагедии на Потомаке, мы снова увидели лучшее проявление духа американского героизма — героизма преданных своему делу спасателей, которые спасали пострадавших в авиакатастрофе из ледяных вод. И мы стали свидетелями героизма одного из наших молодых госслужащих, Ленни Скатника, который, увидев, как женщина выпустила из рук канат, сброшенный с вертолёта, бросился в воды и вытащил её в безопасное место.
Оригинальный текст (англ.)Just two weeks ago, in the midst of a terrible tragedy on the Potomac, we saw again the spirit of American heroism at its finest: the heroism of dedicated rescue workers saving crash victims from icy waters. And, we saw the heroism of one of our young government employees, Lenny Skutnik, who, when he saw a woman lose her grip on the helicopter line, dived into the water and dragged her to safety.

По свидетельствам The New York Times, зрители аплодировали Скатнику стоя. С этого момента имя Ленни Скатника стало нарицательным в определённом смысле — отныне всех людей, кого приглашали в президентскую ложу в день зачитывания речи «О положении в стране» и упоминали в речи, стали называть «Ленни Скатниками».

## Награды
Скатник был отмечен рядом наград, в том числе золотой медалью Береговой охраны США «За спасение жизни», медалью Фонда героев Карнеги и другими. Через месяц после авиакатастрофы в честь Скатника в течение двух дней прошли мероприятия, получившие названия «Дни Ленни Скатника», а Генеральная ассамблея Виргинии единогласно приняла резолюцию, в которой поблагодарила Скатника за «бескорыстное проявление храбрости».
27 сентября 2006 года на телеканале National Geographic Channel вышел документальный фильм «Авиакатастрофа в Вашингтоне» из цикла «Секунды до катастрофы», посвящённый случившейся трагедии, в котором был представлен и фрагмент интервью Скатника о событиях 13 января 1982 года в Вашингтоне.
В отставку Скатник вышел в 2010 году, занимая на момент отставки должность помощника по вопросам печати и распространения материалов в Управлении Конгресса по бюджету.